# 이정수 (서양화가)
이정수(李正守, 1906년 또는 1907년 ~ 1983년)는 대한민국의 서양화가다.

## 생애
1906년~1907년 태어났다.
고등학교를 들어갈 나이가 되자 경기여자고등학교를 입학해 졸업했다.
1926년~1927년 이재학과 약혼했다.
일본 여자미술대학에 입학해 1928년 조선미술전에 입선했고 1929년 탈퇴했다. 이후 1930년경 졸업했다.
그녀는 1930년대 이후 대형 활동에 참여한 적이 없다고 한다.
1931년에 이교선, 1934년에 이응선, 1943년에 이택선을 낳았다.
1973년 남편 이재학이 택시를 타고 가던 중 교통사고를 당해 사별했다.
1975년 첫 개인전을 열었다.
1983년 76~77세의 나이로 사망했다.

## 가족
- 남편: 이재학(1904년 ~ 1973년)
  - 장남: 이교선(1931년 ~ 2003년)
  - 자부: 최성자
  - 차남: 이응선(1934년 ~ )
- 바깥사돈: 이회림(1917년 ~ 2007년)
  - 자부: 이숙희(1940년 ~ )
  - 삼남: 이택선(1943년 ~ )
- 시동생: 이재곤(1904년 ~ 1978년)
- 아랫동서: 이봉운(1903년 전 ~ 2014년 전)
  - 시조카: 이종선(1943년 ~ )
- 시누이: 이순애(1914년 ~ 1973년 후)
- 시누이: 이순영(1915년 ~ 1929년 후)